# Abbaye de Belmont (Herefordshire)

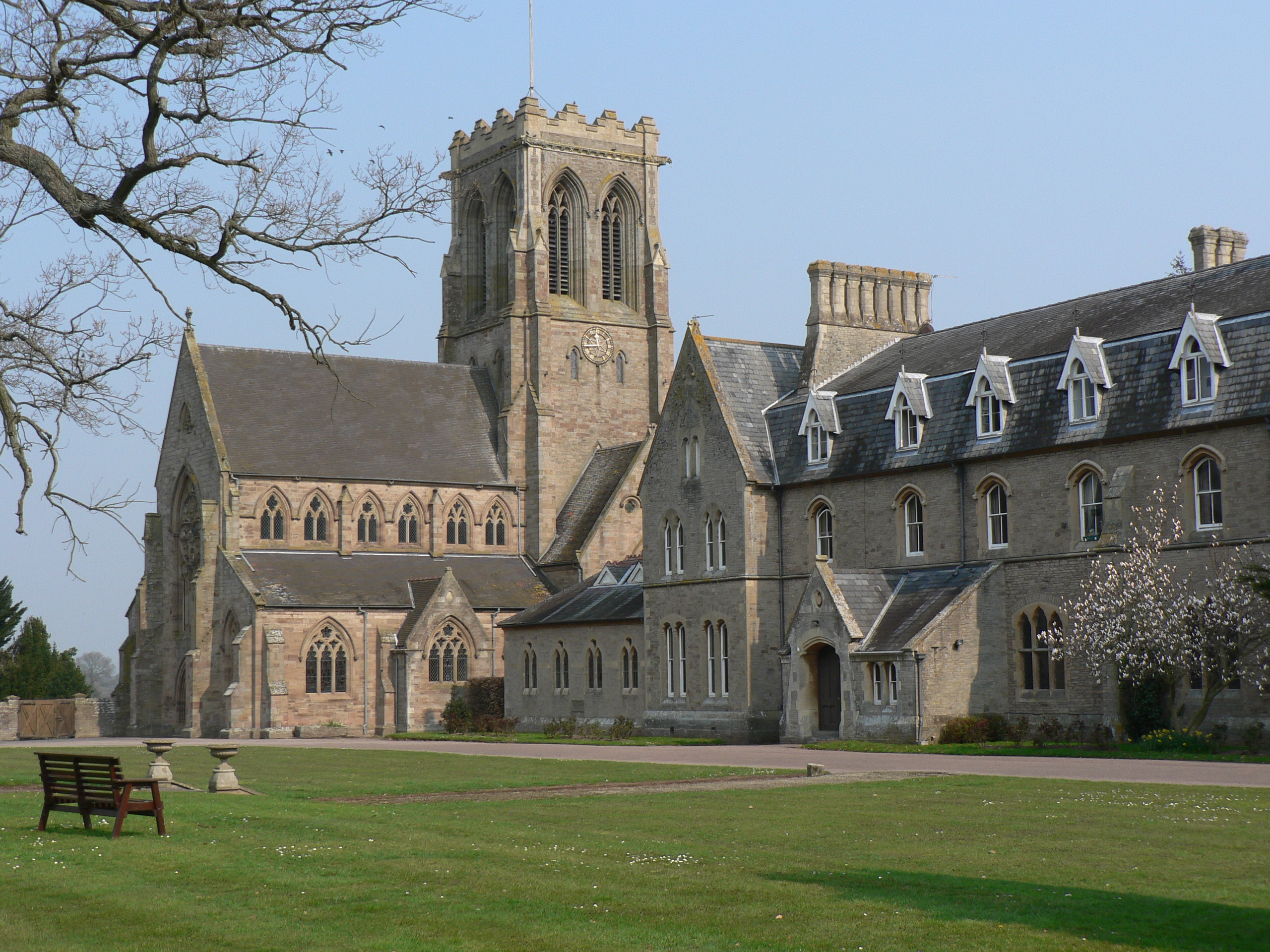
Vue de l'abbaye à partir des jardins.

L' abbaye de Belmont (Belmont Abbey) est une abbaye bénédictine située en Angleterre dans le Herefordshire. Elle fait partie de la congrégation bénédictine anglaise. Elle se trouve sur une colline dominant la ville de Hereford à l'est, avec la vue au loin des Black Mountains à l'ouest. L'abbatiale sert aussi d'église paroissiale. Elle est consacrée à saint Michel Archange et à Tous les Anges.

## Histoire

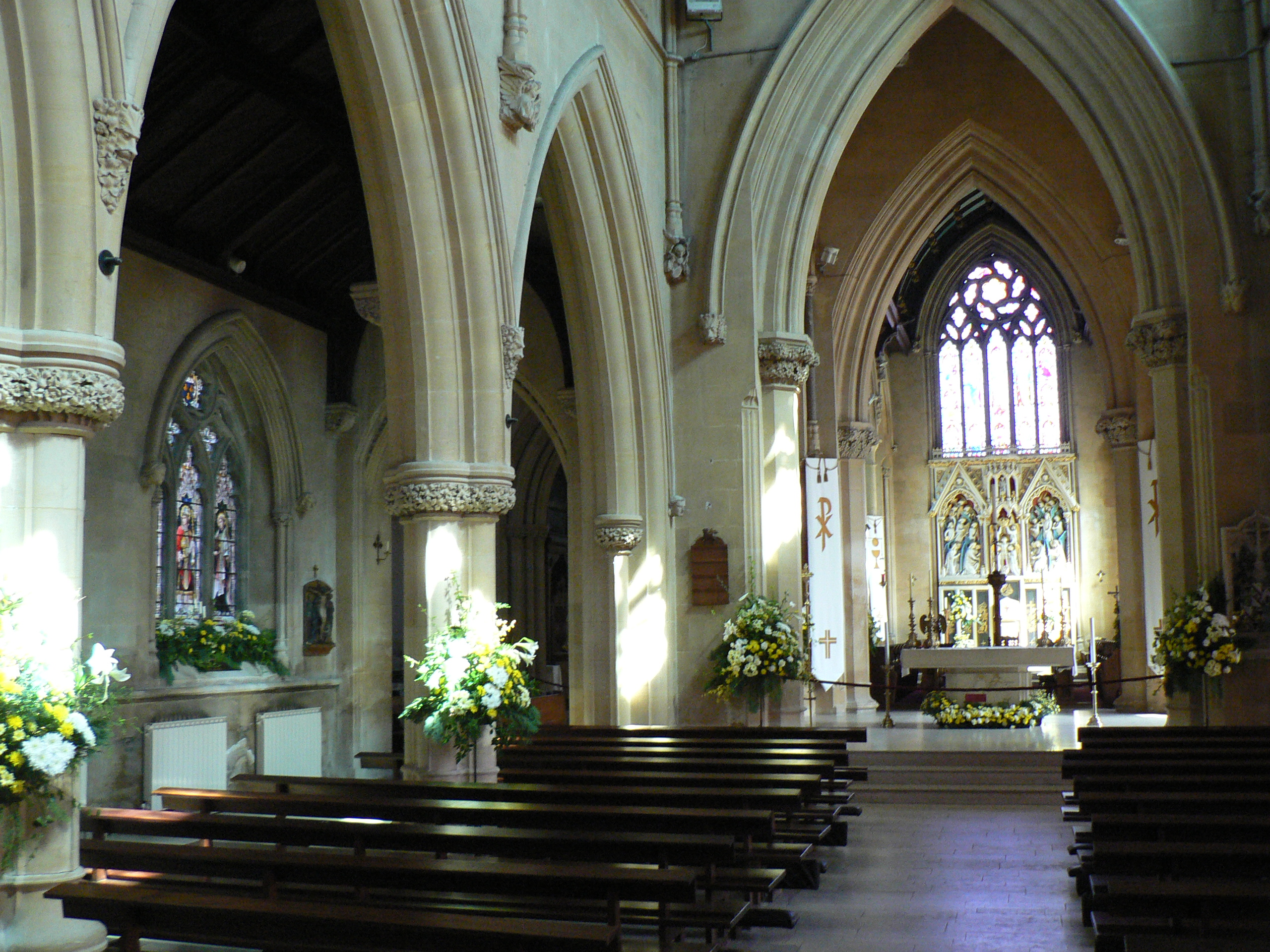
Intérieur de l'abbatiale.

Francis Wegg-Prosser, châtelain de Belmont House, se convertit au catholicisme et décide de bâtir une église dans son domaine d'Hereford en 1854. Plus tard, il invite des bénédictins à y demeurer pour assurer une présence permanente catholique dans les environs. Les bénédictins arrivent de manière permanente en 1859 et y fondent un prieuré qui sert de noviciat et de maison d'études pour la congrégation bénédictine anglaise. L'abbatiale sert aussi de pro-cathédrale pour le diocèse de Newport et Menevia. Le bénédictin Thomas Joseph Brown, qui en est le premier évêque, est inhumé dans l'abbatiale. Belmont était la seule en Angleterre à posséder un chapitre monastique. C'était autrefois le cas dans l'Angleterre médiévale, lorsque les moines étaient aussi chanoines de la cathédrale, comme à la cathédrale de Canterbury, à la cathédrale de Winchester ou encore à la cathédrale de Durham.
En 1901, les monastères bénédictins ont la permission de former leurs propres novices dans chacun des monastères de la congrégation bénédictine anglaise; ce qui est donc le cas pour Belmont. Belmont devient un prieuré individuel en 1917 et est élevé au rang d'abbaye en 1920 par la bulle Praeclara Gesta. En 1895, le diocèse de Newport et Menevia est partagé en deux et l'abbatiale demeure la pro-cathédrale du diocèse de Newport. Le 7 février 1916, le diocèse de Newport devient l'archidiocèse de Cardiff et l'église Saint-David de Cardiff est en choisie comme la cathédrale. Le 12 mars 1920, l'église Saint-David devient officiellement la cathédrale de l'archidiocèse et l'abbatiale cesse d'être pro-cathédrale.

## Abbatiale

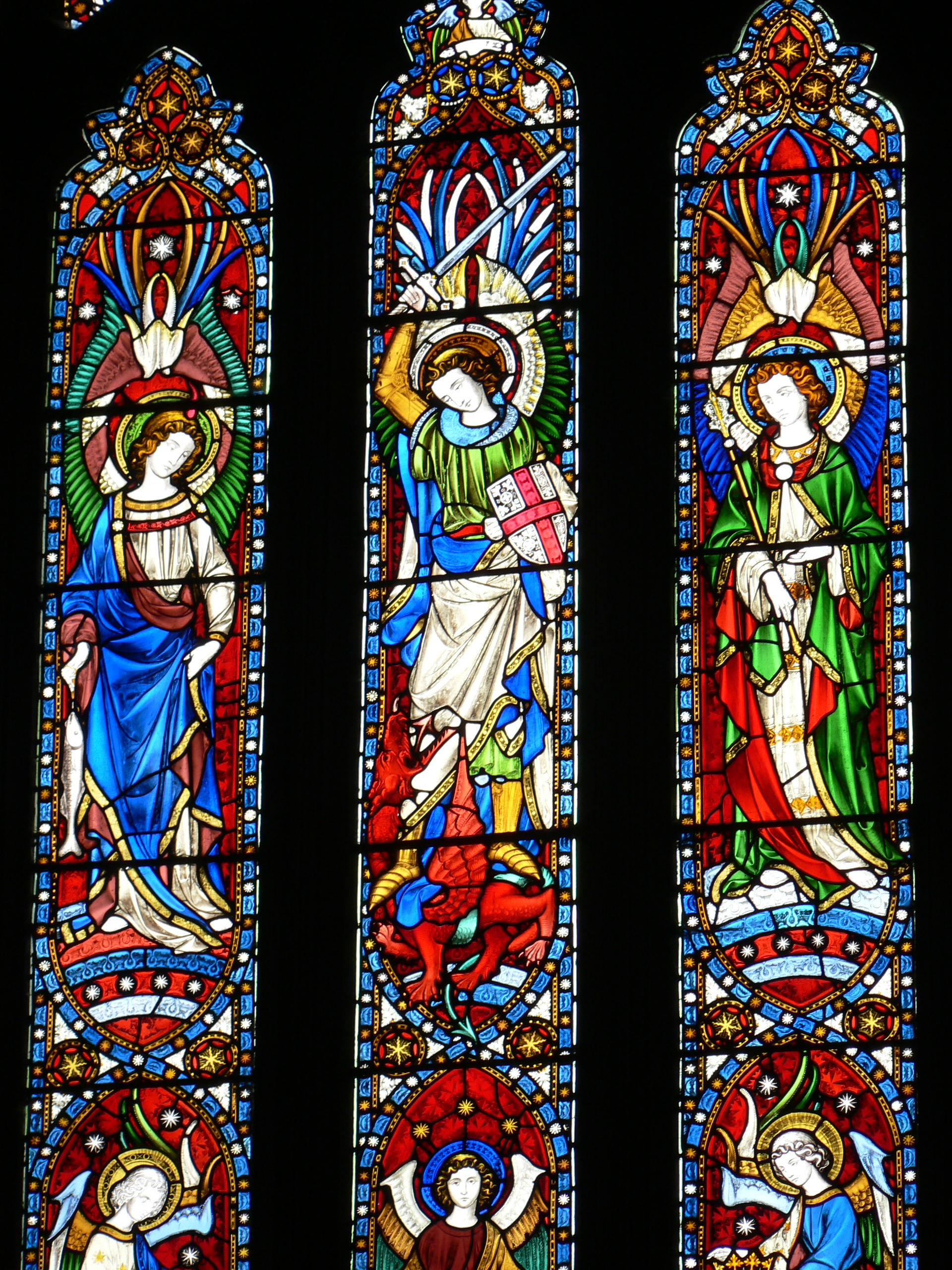
Vitrail des saints archanges Raphaël, Michel et Gabriel avec des anges.

La première pierre de l'église abbatiale est bénite en 1857 et l'église est consacrée le 4 septembre 1860. Elle est bâtie en style anglais selon les plans d'Edward Welby Pugin, fils du fameux Augustus Welby Pugin; ce choix démontre l'optimisme de l'époque qui donnait des racines nationales au renouveau catholique d'alors en Angleterre.
L'extérieur est de grès rose, simple et sans ornements, rappelant les façades des monastères du XIVe siècle. L'intérieur est recouvert de pierre de Bath. L'abbatiale est dominée de quatre arcs pointés soutenant la tour du milieu. À l'origine, elle marquait seulement la croisée du transept et du chœur, mais en plus depuis les réformes liturgique de l'après concile Vatican II (qui ordonne de célébrer la messe face au peuple), l'autel se trouve désormais au milieu de l'église et donc sous la tour.
L'église est connue pour la qualité de sa statuaire et de ses vitraux. Certains montrent des anges avec des harpes, des cymbales et des orgues. On remarque un retable d'anges à l'est et une grande verrière de l'époque victorienne montrant saint Michel (patron de l'abbaye) tenant son épée et son bouclier afin de combattre le dragon, l'archange Raphaël et l'archange Gabriel avec les neuf chœurs d'anges, placés en un orchestre chantant les louanges de Dieu.
Le chœur des moines (sous un plafond de bois) les réunit cinq fois par jour pour l'office divin et la messe. Les autels latéraux sont dédiés à la Sainte Vierge et à saint Joseph, et le troisième commémore les anciens élèves de l'école ayant perdu la vie au combat pendant la Seconde Guerre mondiale. Le transept nord était autrefois une chapelle dédiée aux saints gallois et la chorale s'y tenait.
La chapelle Saint-Benoît, terminée en 1875, possède un retable montrant le fondateur.
Le parvis contient trois tombes de la Commonwealth War Graves Commission, la première d'un aumônier militaire de la Royal Navy, la deuxième d'un chirurgien de l'armée de la Première Guerre mondiale et la troisième d'un officier de la Royal Air Force de la Seconde Guerre mondiale.

## Vie monastique
La communauté monastique suit la règle de saint Benoît sous la direction de l'abbé de la communauté; elle récite les Heures liturgiques et célèbre la messe quotidiennement.
Les moines se sont impliqués dans l'enseignement et le travail pastoral. En 1926, c'est l'année de la fondation de la Belmont Abbey School. Elle a vu ses effectifs augmenter d'année en année, jusqu'à atteindre un sommet dans les années 1950-1960. Deux écoles primaires préparatoires ont été aussi fondées à Alderwasley et à Llanarth dans le Monmouthshire. Mais les changements de société et de mœurs à partir des années 1960-1970 ont provoqué leur déclin. Ces années ont vu leurs effectifs décroître, jusqu'à leur fermeture. La Belmont School a été la dernière à fermer en 1993. L'association des anciens élèves fonctionne toujours.
Les moines toutefois animent encore des activités pastorales dans le Herefordshire et le sud du pays de Galles. De plus, la communauté - afin de se rapprocher des pays en voie de développement - possède une petite mission au Pérou, à Pachacamac près de Lima.
Les moines reçoivent des hôtes pour des retraites spirituelles et de courts séjour et animent un centre de conférences, le Hedley Lodge. La communauté sous la direction de Dom Nicholas Wetz comprend en 2015 trente-neuf moines (y compris la petite communauté du Pérou).

## Illustrations

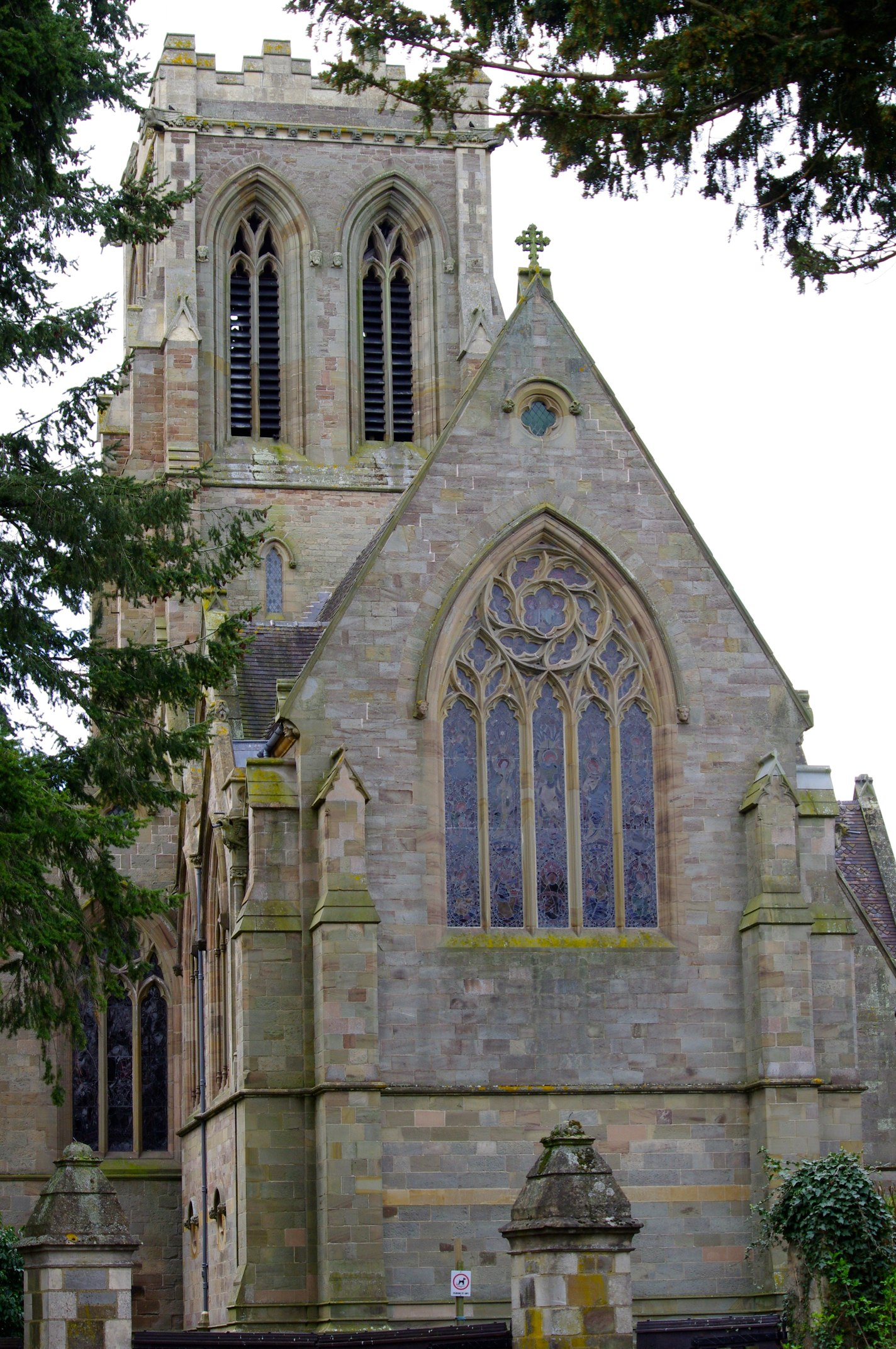
Côté Est de l'abbatiale
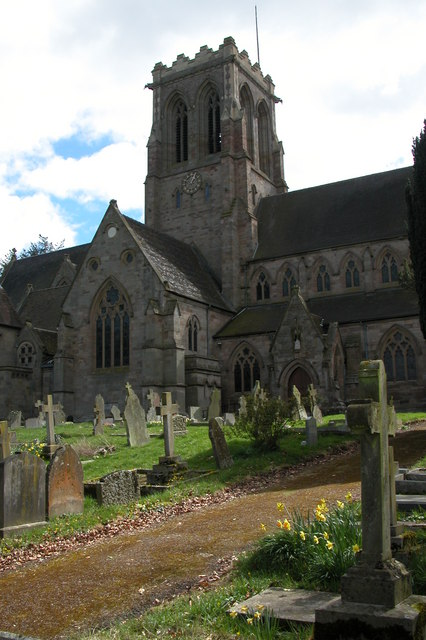
Vue au-dessus du cimetière
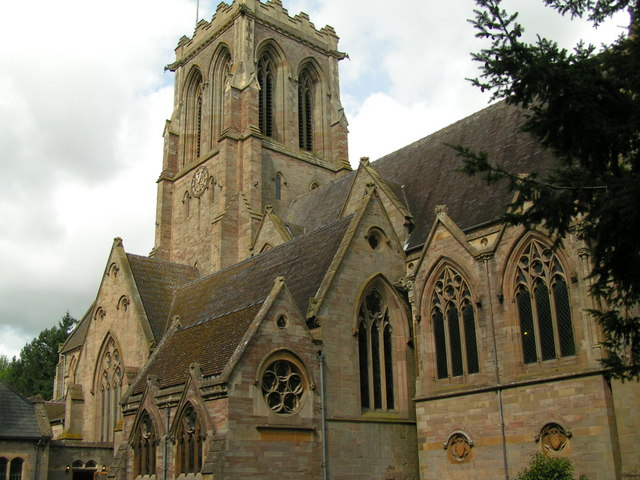
Côté nord de l'abbatiale
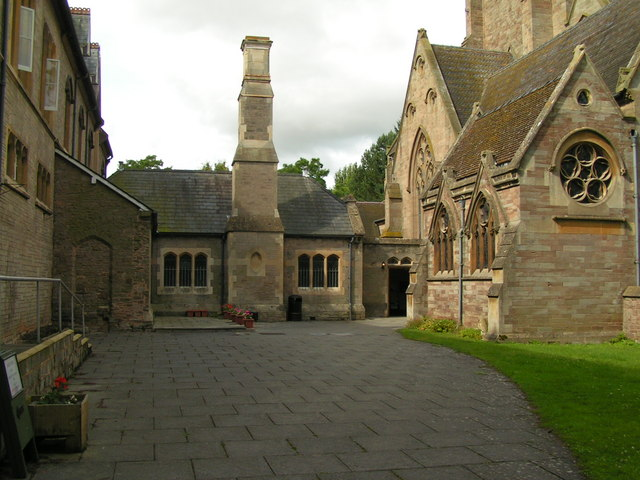
Entrée de l'abbatiale
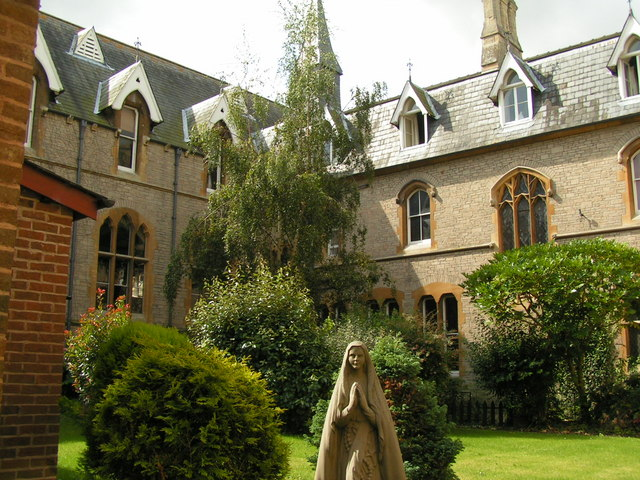
Vue de l'abbaye
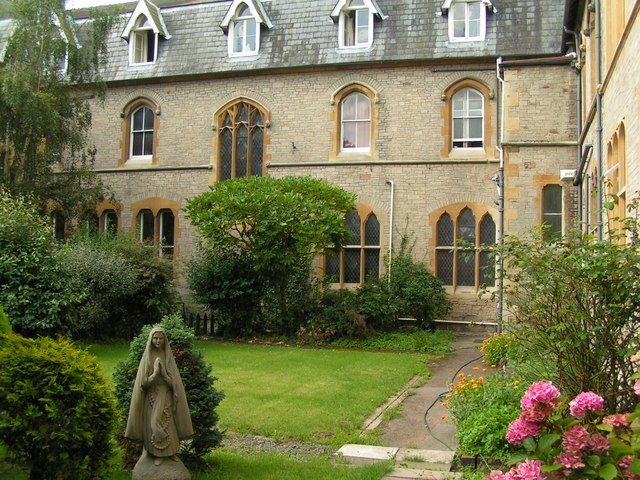
Petit jardin
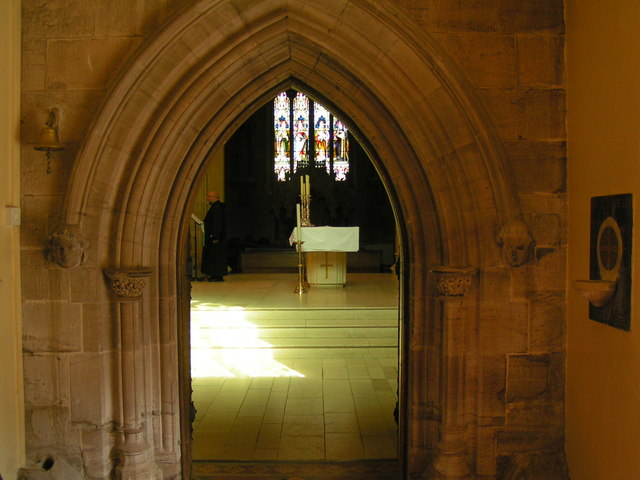
Vue du maître-autel à partir de l'entrée

## Source de la traduction
- (en) Cet article est partiellement ou en totalité issu de l’article de Wikipédia en anglais intitulé « Belmont Abbey, Herefordshire » (voir la liste des auteurs).